# Karin Åhman-Svensson
Karin Åhman-Svensson (* 30. März 1957) ist eine ehemalige schwedische Fußballspielerin. Mit der Nationalmannschaft wurde sie 1984 Europameister.

## Karriere

### Vereine
Åhman-Svensson gehörte dem Öxabäck IF als Abwehrspielerin an und kam in der seinerzeit höchsten Spielklasse im schwedischen Frauenfußball zum Einsatz. Während ihrer Vereinszugehörigkeit gewann sie mit ihrer Mannschaft sechsmal die Meisterschaft und viermal den Svenska Cupen, den nationalen Vereinspokal.

### Nationalmannschaft
Åhman-Svensson bestritt von 1976 bis 1987 53 Länderspiele für die Nationalmannschaft, in denen ihr zwei Tore gelangen. Sie bestritt 18 in Freundschaft ausgetragene Länderspiele, 13 bei fünf Teilnahmen ihrer Mannschaft am Turnier um die Nordischen Meisterschaften (1976, 1977, 1978, 1981, 1982), zwölf EM-Qualifikationsspiele (alle sechs Gruppe 1 1982/83 und Gruppe 3 1985/86) und sechs EM-Finalrundenspiele (vier 1984, zwei 1987) sowie vier im Turnier um den Nordamerika-Pokal. In beiden EM-Finalrunden erreichte sie mit ihrer Mannschaft das Finale. 1984 wurde die EM-Premiere mit dem Titel abgeschlossen; allerdings erst mit 4:3 im Elfmeterschießen gegen die Nationalmannschaft Englands. Dieses wurde notwendig, da seinerzeit das Finale in Hin- und Rückspiel ausgetragen wurde und jede Mannschaft ihr Spiel im eigenen Land mit 1:0 gewann.
Ihr Debüt gab sie am 12. Juni 1976 in Kallhäll bei der (bis heute) einzigen Niederlage gegen die Nationalmannschaft Finnlands, die das Freundschaftsspiel mit 2:1 gewann. Ihr erstes Länderspieltor erzielte sie in ihrem zweiten Länderspiel am 10. Juli 1976 in Öxabäck im ersten von zwei Spielen im Turnier um die Nordische Meisterschaft beim 4:1-Sieg über die Nationalmannschaft Finnlands. Ihr zweites Länderspieltor erzielte sie am 24. September 1983 im letzten Spiel der EM-Qualifikationsgruppe 1 beim 2:1-Sieg über die Nationalmannschaft Norwegens in Elverum mit dem Siegtreffer in der 65. Minute. Ihren letzten Einsatz als Nationalspielerin für den SvFF hatte sie am 11. Juli 1987 in Blaine beim 5:1-Sieg über die US-amerikanische U19-Nationalmannschaft im Finale um den Nordamerika-Pokal.

## Erfolge
Nationalmannschaft
- Europameister 1984
- Finalist Europameisterschaft 1987
- Nordischer Meister 1977, 1978, 1981
- Turniersieger Nordamerika-Pokal 1987

Öxabäck IF
- Schwedischer Meister 1973, 1975, 1978, 1983, 1987, 1988
- Schwedischer Pokalsieger 1985, 1986, 1987, 1988

## Sonstiges
Åhman-Svensson, seinerzeit bereits verheiratet, brachte während ihrer Spielerkarriere im Jahr 1983 ihr erstes Kind zur Welt.